# Ludwig Pincier
Ludwig Pincier (* 7. Januar 1561; † 26. Dezember 1612) war ein deutscher Jurist in der Frühen Neuzeit und erster lutherischer Dekan des Lübecker Domkapitels.

## Leben
Pincier war ein Sohn des hessischen Amtmannes zu Nidda Hermann Pincier (1532–1570) und dessen Frau Elisabeth (geb. Zütze, etwa 1530 – vor 4. November 1584) aus Wetter bei Marburg, Witwe des Johann Boltz. Als promovierter Jurist kam er aus dem Hessischen nach Norddeutschland. Am 4. Oktober 1589 erhielt er die von Georg Braun resignierte Präbende und wurde Domherr am Lübecker Dom. Er wurde 1591 als Rat an den Hof der Herzöge von Schleswig-Holstein-Gottorf berufen und erhielt 1592 eine Erweiterung seiner Befugnisse. Zudem war er Erzbischöflich-Bremischer Geheimer Rat. Am 10. August 1595 wählte ihn das Lübecker Domkapitel zum Domdekan. Sein Vorgänger Michael Kniper, der dieses Amt seit dem 7. März 1586 bekleidete, war am 20. Juli des Jahres verstorben.
Pincier war in erster Ehe mit Anna Hintze († 1599) verheiratet. Nach ihrem Tod heiratete er Margaretha von Wietersheim, eine Tochter von Anton (I.) von Wietersheim. Sein Sohn Hermann Pincier (1598–1668) folgte ihm als Bischöflicher Rat und Domherr nach.
Seine Urenkelin Margaretha Elisabetha von Pincier († 1731) heiratete den Politiker Magnus von Wedderkop und wurde mit diesem in der Wedderkop-Kapelle des Lübecker Doms zur Ruhe gelegt. Sein Urenkel Johann Ludwig von Pincier war königlich dänischer Amtmann, Geheimer Rat im Hochstift Lübeck und Dompropst im Lübecker Domkapitel.

## Epitaph

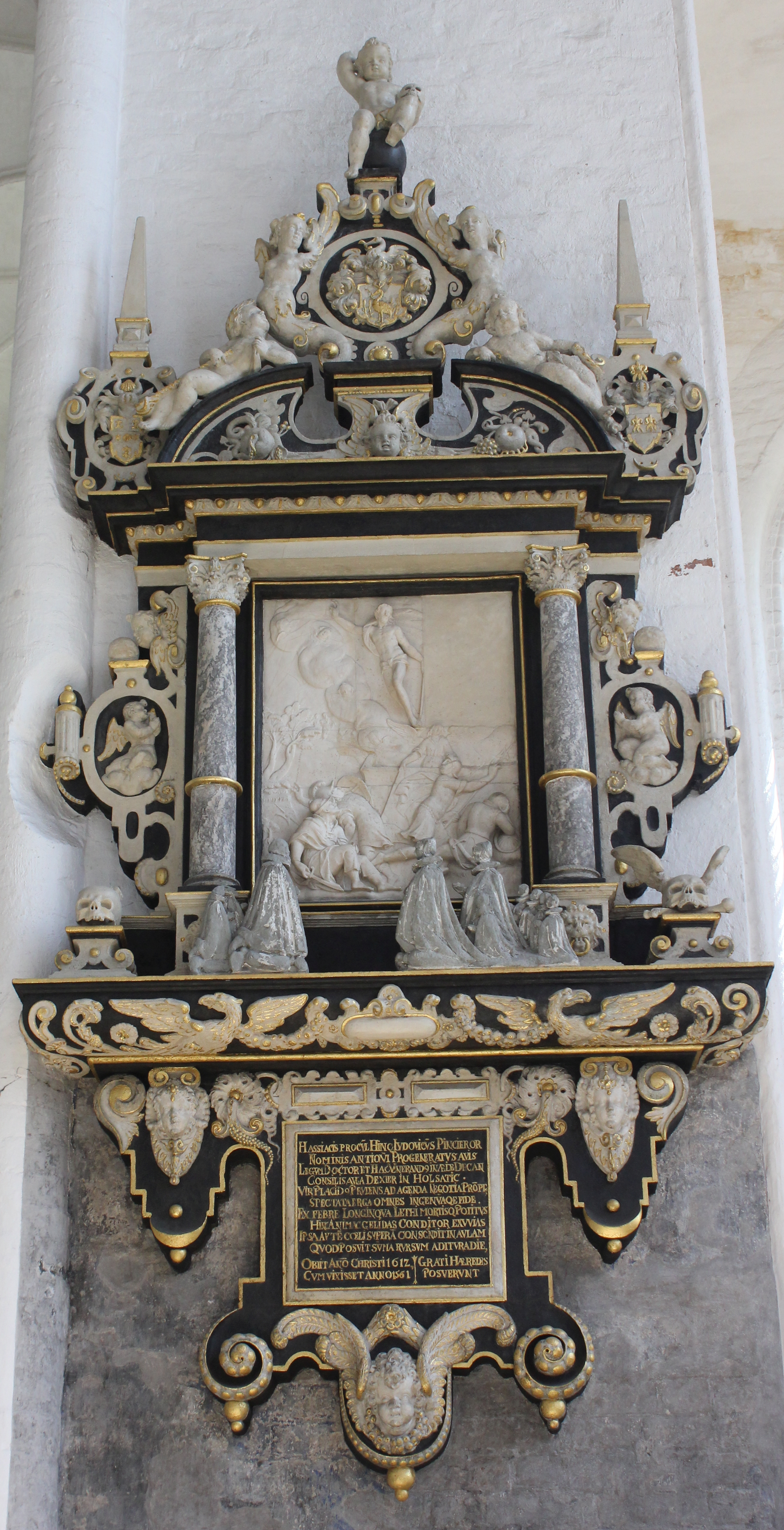
Epitaph im Lübecker Dom (2016)

Pincier erhielt 1616 ein steinernes Epitaph der Spätrenaissance im Chorraum des Lübecker Doms, das von dem Lübecker Steinhauer Hermann von Rode nach dem Vorbild des Glandorpschen und des Zöllnerschen Epitaphs in der Lübecker Marienkirche hergestellt wurde. Es zeigt ein Bild der Auferstehung als Relief. Der Rundgiebel des Epitaphs mit dem Familienwappen ruht auf zwei freistehenden Säulen aus grauem Marmor. Die Wappen seiner beiden Ehefrauen befinden sich unter den seitlichen Obelisken des Giebels. Vor dem Auferstehungsrelief auf einer Konsole finden sich kniende Statuen des Verstorbenen; links der Dekan mit seinen beiden Söhnen und rechts die beiden Ehefrauen mit den Töchtern. Darunter befindet sich eine erklärende Tafel mit lateinischer Inschrift. Das Epitaph überstand den Luftangriff auf Lübeck im Jahr 1942 mit überschaubaren Schäden und wurde um 1977 wiederhergestellt.

## Schriften (Auswahl)
- De lege Falcidia, et Senatus consulto Trebelliano enuntiationes … P. Egenolphus, Marburg 1588, OCLC 66766984 (Latein, Hochschulschrift).
- Tamhaia, ad nuptiale festum, quod inter reverendum … Ludovicum Pincierum … Johannis Adolphi … et castissimam lectissimam virginem Annam, omni virtutum genere atqe experientia praestantißimi viri Dn. Bartoldi Hinzii … Egenolph, Marburg 1590, OCLC 935135576 (Latein).